# Lucerna (llegenda)
La nau Lucerna és un vaixell fantasma present a la mitologia chilota.

## Llegenda
Segons les llegendes, la Lucerna és una embarcació fantasmal que navega les aigües de Chiloé, igual que el Caleuche.
Es diu que l'interior de la nau és màgic, ja que es creu que és tan gran com la Terra mateixa, i a una persona li prendria tota una vida per poder-lo creuar caminant de proa a popa.
Aquesta característica màgica de la nau Lucerna seria per complir la seva feina com a transport de morts vivents i bruixes, encara que també es diu que transporta les fases de la lluna minvant i creixent, en relació amb la vida i mort dels que tracten de recórrer el vaixell sencer al llarg de la vida.